# 胡格諾派
胡格诺派（發音：[yɡno]），16世纪至17世纪法国基督新教信奉喀爾文思想的一支教派，俗稱法國新教。17世紀以來，胡格诺派是法國最有影響力的新教教派，在政治上反對君主專制。

## 歷史
1555年開始，法國開始有大批贵族和市民皈依瑞士知名的神學家約翰·喀爾文，1559年法國與西班牙的和平條約簽訂後，大量操法語的瑞士喀爾文派傳教士，從日內瓦來到法國傳教，產生了一大批喀爾文派的新教徒，有72個這種信仰喀爾文主義的法國長老制教會，組織起來，「宣誓結盟」，成為一個派系，自称是「歸正宗」（Reformed Church）。
同一時期，天主教會（舊教）開始用“結盟者”（Huguenot，即德語的Eidgenossen，意為「宣誓結盟」，音譯為「胡格诺」）来称呼這些喀爾文的信徒。也有人說“胡格诺”名稱的由來，是紀念卡佩王朝的创立者胡格·卡佩。
1560年胡格諾派信徒暴增至30萬人，部分野心者發起昂布瓦斯陰謀奪權，遭血腥鎮壓。同年，法國國王查理九世即位，年僅十歲，由太后凯瑟琳·美第奇垂簾聽政，她利用當時法國貴族兩派不和（一派是以東北部的吉斯家族為首，仰仗羅馬教廷支持；一派是以西南和中部波旁家族為首，信奉胡格诺派），使之彼此互相制約來攝政，她在1561年宣佈停止對胡格諾派迫害，釋放被捕的新教徒，這使得新教徒人數大大竄升，謂之鷸蚌相爭，漁翁得利。胡格諾派因與法國人信奉的傳統天主教不容而受到宗教迫害，因此新舊教信徒在兩派貴族煽動下，彼此仇視，甚至發展成武裝對抗。這樣的狀況持續一年多，終於在1562年3月1日爆發瓦西慘案，肇因於二代吉斯公爵路經瓦西鎮，正值胡格諾派信徒舉行禮拜，雙方發生衝突，吉斯公爵的武裝隨從襲擊他們造成死傷兩百多人。這就是與天主教會發生的胡格諾戰爭，此內戰歷時30多年，分三個階段，進行十次戰役。
1572年發生聖巴托洛繆大屠殺，又稱聖巴多羅買日大屠杀，天主教徒開始大開殺戒，屠殺胡格諾派人士，此殘暴的行為持續三天三夜之久，大屠殺不斷進行著，原只在巴黎的暴行甚至延燒擴展到其他的都市，如此殘酷鎮壓胡格諾派教徒的事件，堪稱是歷史上最污穢的殘酷罪行之一。可惜，這場屠殺不但沒有使內戰結束，反倒為內戰帶來更多的衝擊。野史稱天主教徒展開大屠殺的暗號，是當日巴黎城的鐘都同時敲響。
這樣的鬥爭一直持續至查理的下一任國王亨利三世的年代，並且變成為「三個亨利之間的衝突」，所謂三個亨利是指中庸路線的國王亨利三世；舊教徒的領袖三代吉斯公爵亨利；以及胡格諾派領袖波旁的亨利。後來，亨利三世國王下令謀殺吉斯公爵亨利，沒想到吉斯亨利被殺後，亨利三世自己也因為敵方的報復而遇刺身亡。所以，在1589年時，唯一生存的波旁亨利便名正言順的繼承王位。不過波旁亨利心想，法國大部分的人民仍是天主教徒，尚無法容忍屬新教的國王統治他們，於是於1593年宣布自己信奉天主教，然後在1594年，風光地進入巴黎，成為亨利四世國王，創建波旁王朝。
1598年，亨利四世曾提及他本人曾是胡格諾派的首領，但他之後皈依天主教，據傳亨利四世曾說過這句話：「巴黎值得一場彌撒。」（Paris vaut bien une messe）不論亨利是否真的說過這句話，現在的歷史學家大多接受他改宗的事實。其實，他改宗的目的除了繼承法國王位之外，還是為了准許新教徒享有信仰自由，甚至賦予他們有武裝自衛的權利，他頒佈《南特敕令》後，胡格諾派在法國的南部保留兩百多個城鎮的武裝團練，以作為國王的敕令履行擔保，《南特敕令》實在是帶有宗教寬容的精神。
寬容的亨利四世執政當時，仍偶有零星的戰鬥發生，1610年，亨利四世遇刺身亡，法國再一次陷入戰火，許多法國人民都逃到鄰近國家甚至新大陸去避難，直至1628年胡格諾派的根據地拉羅舍爾被攻佔（見拉羅歇爾之圍），這是零星戰鬥中最激烈的一场。1629年，胡格諾派在法國冰消瓦解，但是，他們仍以獨立教會的形式繼續生存下來。好景不長，到了1685年，法王路易十四頒佈《楓丹白露敕令》，廢除《南特敕令》，宣佈新教為非法。約20萬名胡格諾派教徒因此大舉外遷，主要定居於北美、英國、荷蘭、瑞士、普魯士等地。刺殺美國總統詹姆士·加菲的查爾斯·吉特奧是胡格諾派移民的後代。

## 符號

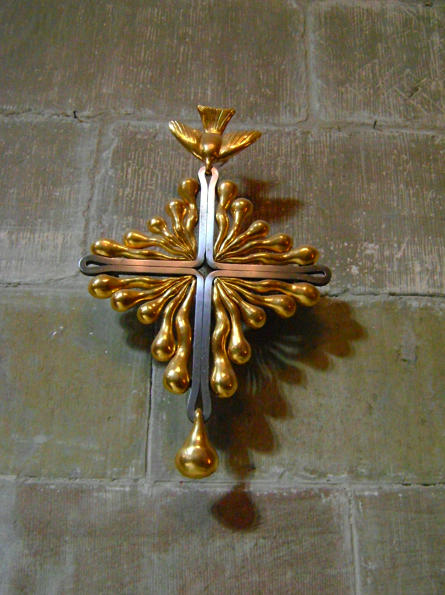
胡格諾十字

胡格諾派的特殊標誌是胡格諾十字（croix huguenote），現則為法國新教教會（Église des Protestants reformé）的正式標誌。